# Louis Regout (1832-1905)
Pour les articles homonymes, voir Louis Regout.
Hubert Gerard Louis Regout, né le 16 décembre 1832 à Maastricht et mort le 6 janvier 1905 à Maastricht, est un industriel et homme politique.

## Biographie
Il est le fils de Petrus Regout, le père de Louis Regout (1861-1915) et de Robert Regout et le beau-père de Theodorus Gijsbertus Smits van Oyen (nl).

## Mandats et fonctions
- Membre du Conseil provincial du Limbourg : 1872-1881
- Membre de la Eerste Kamer des États généraux du royaume des Pays-Bas (province de Limbourg) : 1881-1904

## Distinctions
- Chevalier de l'ordre du Lion néerlandais